# Stenorhynchus
Stenorhynchus is een geslacht van kreeftachtigen uit de klasse van de Malacostraca (hogere kreeftachtigen).

## Soorten
- Stenorhynchus debilis (Smith, 1871)
- Stenorhynchus lanceolatus (Brullé, 1837)
- Stenorhynchus seticornis (Herbst, 1788)
- Stenorhynchus yangi Goeke, 1989